# دوران انقلاب خط الزوال الأطلسي
دوران انقلاب خط الزوال الأطلسي هو جزء من دورة حرارية ملحية عالمية تجري في المحيطات وهو المكون المتكامل للتيارات السطحية والعميقة في المحيط الأطلسي. يتسم الدوران بتدفق المياه الدافئة والمالحة شمالًا في الطبقات العليا من المحيط الأطلسي، وتدفق المياه العميقة الأكثر برودة باتجاه الجنوب. ترتبط هذه «الأطراف» بمناطق الانقلاب في بحر الشمال وبحر لبرادور والمحيط الجنوبي، إلا أن هناك خلاف حول مدى الانقلاب في بحر لبرادور. يُعتبر دوران انقلاب خط الزوال الأطلسي أحد التكوينات المهمة للنظام المناخي للأرض، وهو محصلة محركات الغلاف الجوي والحرارة الملحية.
قد يؤدي تغير المناخ إلى إضعاف دوران انقلاب خط الزوال الأطلسي من خلال زيادة الطاقة الحرارية للمحيطات وازدياد تدفق المياه العذبة من الصفائح الجليدية الذائبة. تشير عمليات إعادة البناء في علم المحيطات عمومًا إلى أن دوران انقلاب خط الزوال الأطلسي أضعف بالفعل مما كان عليه قبل الثورة الصناعية، ويدور نقاش حاد حول دور تغير المناخ على تقلب الدوران في غضون القرن والألفية. دائمًا ما تتوقع النماذج المناخية أن دوران انقلاب خط الزوال الأطلسي سيصبح أضعف خلال القرن الواحد والعشرين، ما سيؤثر على متوسط درجة الحرارة في بعض المناطق كالدول الاسكندنافية وبريطانيا التي تتزايد درجة حرارتها بسبب الانجراف الجليدي في شمال المحيط الأطلسي، فضلًا عن تسريع عملية ارتفاع مستوى سطح البحر حول أمريكا الشمالية وتقليل الإنتاج الأولي في شمال المحيط الأطلسي.
قد يتسبب الضعف الشديد الذي يطرأ على دوران انقلاب خط الزوال الأطلسي بانهيار تام للدوران، والذي لن يكون تجنبه او عكسه أمرًا سهلًا ما سيشكل نقطة تحول في النظام المناخي. سيكون لتوقف الدوران أثر أعظم من تباطؤه على الأنظمة البيئية البحرية وبعض الأنظمة البيئية الأرضية، فمن شأن ذلك أن يخفض متوسط درجة الحرارة وهطول الأمطار في أوروبا، ويقلل من الإنتاج الزراعي للمنطقة، وقد يكون له تأثير كبير على الظواهر الجوية المتطرفة. تشير نماذج النظام الأرضي المستخدمة في مشروع المقارنة بين النماذج المقترنة إلى أن احتمالية توقف الدوران مقترنة باستمرار ارتفاع مستويات الاحتباس الحراري وقد يحدث ذلك بعد فترة طويلة من عام 2100، إلا أن بعض الباحثين انتقدوا ذلك نظرًا لاعتباره استقرارًا مفرطًا، وتجادل الكثير من الدراسات الأقل تعقيدًا بأن الانهيار قد يحدث في وقت أبكر بكثير. من ناحية أخرى، تشير أبحاث علم المحيطات القديمة إلى أن دوران انقلاب خط الزوال الأطلسي قد يكون أكثر استقرارًا مما تفترضه معظم النماذج.

## نبذة عامة
تُعبر الدورة الحرارية الملحية عن نمط تدفق المياه عبر محيطات العالم. على مدى مئات الأعوام، تتدفق المياه الدافئة على طول السطح إلى أن تصل نقطة بالقرب من جرينلاند أو القارة القطبية الجنوبية، حيث تجري في الأعماق، ثم تزحف عبر قاع المحيط، بعمق أميال أو كيلومترات، وترتفع تدريجيًا في المحيط الهادئ والمحيط الهندي. ينقل التدفق السطحي الشمالي كمية كبيرة من الطاقة الحرارية من المناطق الاستوائية ونصف الكرة الجنوبي نحو شمال المحيط الأطلسي، حيث تتلاشى الحرارة في الغلاف الجوي بسبب التدرج القوي لدرجة الحرارة. عندما يفقد التدفق حرارته، يصبح الماء أكثر كثافة ويجري في الأعماق. تربط عملية التكثيف هذه الطرف السطحي الدافئ بالطرف العميق البارد العائد في مناطق الحمل الحراري في بحر الشمال وبحر لبرادور. ترتبط الأطراف كذلك في مناطق الصعود، حيث يتسبب اختلاف المياه السطحية في حدوث ظاهرة نقل إيكمان وتدفق المياه العميقة إلى الأعلى.
يتألف دوران انقلاب خط الزوال الأطلسي من أطراف علوية وسفلية. يتشكل الطرف العلوي من تدفق السطح شمالًا بالإضافة إلى تدفق المياه العميقة لشمال المحيط الأطلسي عودة إلى الجنوب. يمثل الطرف السفلي التدفق السفلي لمياه أنتاركتيكا القاعية الكثيفة.
يتحكم دوران انقلاب خط الزوال الأطلسي كثيرًا بمستوى سطح البحر في شمال المحيط الأطلسي، ولا سيما على طول الساحل الشمالي الشرقي لأمريكا الشمالية. ساهم الضعف المفاجئ الذي طرأ على دوران انقلاب خط الزوال الأطلسي خلال شتاء عام 2009-2010 في ارتفاع ضار في مستوى سطح البحر بمقدار 13 سم على طول ساحل نيويورك.
هناك حالتان مستقرتان لدوران انقلاب خط الزوال الأطلسي: نمط دوران قوي (كما هو الحال على مدى آلاف السنين الأخيرة) ونمط دوران ضعيف، كما هو مقترح في نماذج الدوران العام المقترنة بالغلاف الجوي والمحيطات ونماذج أنظمة الأرض ذات التعقيد المتوسط. غير أن عددًا من نماذج النظام الأرضي لا يحدد قابلية هذا الازدواج.

## دوران انقلاب خط الزوال الأطلسي والمناخ
ينفرد إجمالي النقل الحراري شمالًا في المحيط الأطلسي عن غيره من المحيطات العالمية، وهو مسؤول عن الدفء النسبي في نصف الكرة الشمالي. يحمل دوران انقلاب خط الزوال الأطلسي ما يصل إلى 25% من انتقال حرارة الغلاف الجوي والمحيطات العالمي شمالًا في نصف الكرة الشمالي. يُعتقد عمومًا أن من شأن ذلك أن يساهم في تحسين مناخ شمال غرب أوروبا، إلا أن هذا التأثير هو موضوع جدال قائم.
بالإضافة إلى كون دوران انقلاب خط الزوال الأطلسي مضخة حرارية وبالوعة حرارية شديدة العرض، فهو أكبر بالوعة كربون في نصف الكرة الشمالي، إذ يمتص نحو 0.7 بيكوغرام من الكربون (0.7 غيغا طون) سنويًا. لهذا الامتصاص آثار هامة على تطور ظاهرة الاحتباس الحراري بشري المنشأ –ولا سيما فيما يتعلق بالتدهور المؤخر والمتوقع في المستقبل في نشاط دوران انقلاب خط الزوال الأطلسي.

### الدورة الحرارية الملحية والمياه العذبة
غالبًا ما ينقل الغلاف الجوي الحرارة من قطب خط الاستواء، ولكنها تُنقل كذلك عبر تيارات المحيط، مع وجود مياه دافئة بالقرب من السطح ومياه باردة بمستويات أعمق. أشهر جزء من هذا الدوران هو تيار الخليج، وهو دوامة محيطية تتحرك بفعل الرياح، والذي ينقل المياه الدافئة من منطقة البحر الكاريبي شمالًا. يُعتبر فرع شمال المحيط الأطلسي من تيار الخليج باتجاه الشمال جزءًا من الدورة الحرارية الملحية، إذ ينقل الدفء شمالًا إلى شمال المحيط الأطلسي، حيث يساهم تأثيره في ارتفاع درجة حرارة الغلاف الجوي وارتفاع درجة حرارة أوروبا.
يؤدي تبخر مياه المحيطات في شمال المحيط الأطلسي إلى زيادة ملوحة المياه وتبريدها كذلك، ويزيد كلاهما من كثافة المياه على السطح. يساهم تكوين الجليد البحري في زيادة الملوحة والكثافة، وذلك لأن الملح يتسرب إلى المحيط عندما يتشكل الجليد البحري. تجري هذه المياه الكثيفة في الأعماق وتستمر دورة التيار باتجاه الجنوب. مع ذلك، فإن دوران انقلاب الزوال الأطلسي مدفوع باختلافات درجة حرارة المحيط والملوحة. تقلل المياه العذبة من ملوحة مياه المحيطات، وبذلك تمنع المياه الباردة من الجريان نحو الأعماق. قد تتسبب هذه الآلية في شذوذ درجة حرارة سطح المحيط البارد الذي لوحظ حاليًا بالقرب من غرينلاند (الفقاعة الباردة في شمال المحيط الأطلسي).
قد يسفر الاحتباس الحراري عن زيادة كمية المياه العذبة في المحيطات الشمالية، وذوبان الأنهار الجليدية في غرينلاند، وزيادة هطول الأمطار، لا سيما عبر أنهار سيبيريا.
تشير الدراسات التي أجريت على تيار فلوريدا إلى أن تيار الخليج يضعف مع التبريد، فكان في ذروة ضعفه (بنسبة بلغت نحو 10%) خلال العصر الجليدي الصغير.